# Ян Кароль Ґалль
Ян Кароль Галль (пол. Jan Karol Gall; 18 серпня 1856, Варшава, Королівство Польське, Російська імперія — 30 жовтня 1912, Львів, Австро-Угорщина) — польський композитор та хоровий диригент, педагог та музичний критик.

## Життєпис
Народився 18 серпня 1856 року у Варшаві. Закінчив гімназію в Цешині. Ян Кароль Галл вивчав гру на фортепіано та музичну теорію в Краківській школі музичного товариства «Муза», серед його вчителів були Й. Блашке та Казімеж Гофман. Навчався у Віденській консерваторії у педагога Франца Кренна (композиція), продовжив музичну освіту по класу фортепіано, органу та композиції у Йозефа Райнбергера в Мюнхенській консерваторії.
У 1879–1881 роках він мешкав у Кракові, де 19 березня 1879 року дебютував як композитор — під час інавгураційного концерту нещодавно створеного Академічного хору у Кракові в Редутовій залі Старого театру прозвучали дві його пісні: «W gaiku» та «Pieśń leśną». У 1880 року був прийнятий диригентом Галицького музичного товариства у Львові. У 1882 році він керував хором у Лейпцигу, а у Веймарі познайомився з Ференцем Лістом. У 1883 році він брав уроки співу у Франческо Ламперті в Міланській консерваторії.
У 1884—1888 роках директор Галицького музичного товариства у Львові. У 1888 році він недовго перебував у Дрездені та Лейпцигу, а потім переїхав до Кракова. З 1890 року він читав лекції в консерваторії Музичного товариства у Кракові, спочатку з історії музики, а потім у 1891—1895 роках — сольний спів та музичну теорію. У 1895 році він був професором співу та диригентом у Вроцлаві.
Від 1896 року та й до кінця життя мешкав у Львові, де як диригент і художній керівник керував хорами «Ехо-Мацеж» та «Кінор».
Помер 30 жовтня 1912 року у Львові. Похований на Личаківському цвинтарі початково на полі № 51. 27 жовтня 1935 року було проведено ексгумацію тіла Яна Кароля Ґалля та перенесено поховання з поля № 51 на поле № 1 (поле Почесних поховань) Личаківського цвинтаря. У 1936 році у Львові відбувся збір коштів для покриття витрат на будівництво пам'ятника-гробівця Яна Кароля Ґалля. На могилі встановлений пам'ятник авторства скульптора Генрика Пер'є.

## Творчість
Композитор Я. Ґалль писав в основному пісенну музику. Ним створено близько 400 пісень, обробок хорової народної музики, квінтетів тощо. Він написав 4 опери — «Баркарола» (1884), «Віола» (1886), «Фраскіта» (1888), «Лілі, Лоло, Ляля» (1889), 3 кантати і мініатюри для фортепіано, вокальні терцети, квартети, а також 250 обробок народних, в тому числі українських, пісень. Його композиції не вирізняються художніми знахідками. Уклав збірки «Українські пісні народні» (1899), «12 українських пісень на мішаний хор», «150 пісень і пісеньок для хору чоловічого і мішаного» (1903), «Ruskie pieśni ludowe».
Багато його творів було видано краківським книготорговцем та видавцем Станіславом Крижановським.
Ян Кароль Ґалль також був активним музичним критиком, його рецензії публікувалися, серед іншого, у краківському часописі «Нова реформа» у 1883—1888 роках.
Серед його учнів був майбутній польський податківець, член польського гімнастичного товариства «Сокіл», музикант, диригент та хормейстер Станіслав Будвайл.

## Родина
Дружина — Марія з Вуйцікевичів (колишня співачка). Син — польський сценограф, театральний режисер Іво Ґалль (1890—1959).